# Fort Davis (Texas)
Fort Davis település az Amerikai Egyesült Államok Texas államában, Jeff Davis megyében, melynek megyeszékhelye is. Lakosainak száma 1024 fő (2020. április 1.).

## Népesség
A település népességének változása:

| 2010 | 1 201 |
| 2020 | 1 024 |